# The Revelers
The Revelers (Revellers на американском жаргоне – гуляки, кутилы) — американский мужской вокальный квартет, существовавший в 1925–1934 гг., один из самых популярных эстрадных ансамблей того времени.

## История
В 1925 году Джейс, Шоу и Гленн, — тогда участники вокального квартета The Shannon Four, — разошлись с четвёртым участником Чарльзом Хартом и основали новый вокальный ансамбль — The Revelers. Все четверо участников The Revelers до этой даты записывались сольно и в составе разных ансамблей (на этикетках пластинок зачастую не указывались). После образования ансамбля The Revelers также записывались под другими названиями.
Ансамбль подписал контракт с лейблом Victor Records и в январе 1926 года записал первый хит — песню «Dinah». Популярность «Дайны» дошла и до СССР, где эту музыку в 1938 году записал на пластинку (в инструментальной обработке И. Жака) джаз-оркестр Я. Б. Скоморовского.
The Revelers также записывался на других лейблах, в частности, Columbia и Brunswick (всего около 150 аудиозаписей). Пластинки ансамбля на немецком лейбле Electrola содержали курьёзную тематическую маркировку — нем. Negergesang im Engl. m. Klavier («негритянское пение по-английски с фортепиано»), хотя все участники ансамбля были белыми и никогда не исполняли афроамериканский фольклор.
Ансамбль «The Revelers» послужил стилевым прототипом для немецкого мужского вокального квинтета Comedian Harmonists, который в 1930-е годы был чрезвычайно популярен на родине и за рубежом. 
В 1999 году ансамбль был включён в Зал славы вокальных групп.

## Состав

### Оригинальный состав
- Фрэнклин Баур (Franklyn Baur, 1903—1950) — тенор
- Льюис Джеймс (Lewis James, ок. 1893 — 1959) — тенор
- Эллиот Шоу (Elliot Shaw, 1887–1973) — баритон
- Уилфред Гленн (Wilfred Glenn, 1881–1970) — бас
- Эд Смолл (Ed Smalle, ок. 1887 — 1968) — пианист и аранжировщик

### Изменения в составе
В 1926 году Эда Смолла заменил Фрэнк Блэк (Frank Black, 1894–1968) — пианист и аранжировщик, в 1928–1948 – музыкальный руководитель радиокорпорации NBC.
В 1927 году Фрэнклин Баур покинул группу. Сначала его ненадолго заменил Фрэнк Лютер (Frank Luther, 1905–1980), а потом Джеймс Мелтон (James Melton, 1904–1961).